# 王禅寺東
王禅寺東（おうぜんじひがし）は、神奈川県川崎市麻生区の地名。現行行政地名は王禅寺東1丁目から王禅寺東6丁目。住居表示実施済区域。
新百合ヶ丘駅を最寄り駅として開発された新興住宅地域の一角を占める。

## 地理

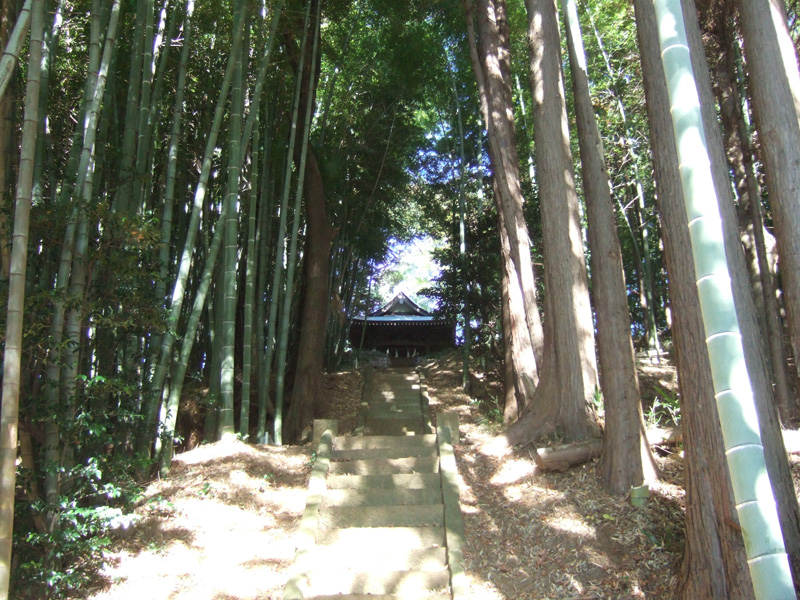
稲荷神社

麻生区の南部に位置し、東に王禅寺、南に下麻生、西に白山・王禅寺西、北に東百合丘と接している。

### 地価
住宅地の地価は、2025年（令和7年）1月1日の公示地価によれば、王禅寺東2-37-17の地点で19万8000円/m²、王禅寺東5-24-8の地点で18万3000円/m²となっている。

## 歴史

### 沿革
出典：
- 2000年（平成12年）11月6日 - 住居表示の実施に伴い、王禅寺東1・2丁目を新設。
- 2001年（平成13年）11月26日 - 住居表示の実施に伴い、王禅寺東3～6丁目を新設。
- 2002年（平成14年）10月15日 - 住居表示の実施に伴い、王禅寺字入口、字下河内の残部を王禅寺東6丁目に編入する。
- 2014年（平成26年）10月20日 - 住居表示の実施に伴い、下麻生の一部を王禅寺東5丁目に編入。

### 町名の変遷
| 実施後        | 実施年月日                 | 実施前（各町名ともその一部）                                       |
| ------------- | -------------------------- | ------------------------------------------------------------------ |
| 王禅寺東1丁目 | 2000年（平成12年）11月6日  | 字瓦谷、日吉谷、源左衛門谷、光ヶ谷（各一部）                       |
| 王禅寺東2丁目 | 2000年（平成12年）11月6日  | 字瓦谷、島田、日吉谷、般若面、大田谷（各一部）                     |
| 王禅寺東3丁目 | 2001年（平成13年）11月26日 | 字日吉谷、大田谷、般若面、大谷、化粧面谷、五郎谷（各一部）         |
| 王禅寺東4丁目 | 2001年（平成13年）11月26日 | 字般若面、島田、大谷、白山谷、白山、下麻生字花島（各一部）         |
| 王禅寺東5丁目 | 2001年（平成13年）11月26日 | 字大谷、白山、化粧面谷、通、入口、志村谷（各一部）                 |
| 王禅寺東5丁目 | 2014年（平成26年）10月20日 | 下麻生字花島、篭口（各一部）                                       |
| 王禅寺東6丁目 | 2001年（平成13年）11月26日 | 字入口、下耕地、下麻生字日枝、入生、踊場、早野字富士山下（各一部） |
| 王禅寺東6丁目 | 2002年（平成14年）10月15日 | 字入口、下耕地（残部）                                             |

## 世帯数と人口
2025年（令和7年）6月30日現在（川崎市発表）の世帯数と人口は以下の通りである。
| 丁目          | 世帯数    | 人口     |
| ------------- | --------- | -------- |
| 王禅寺東1丁目 | 519世帯   | 1,124人  |
| 王禅寺東2丁目 | 937世帯   | 2,113人  |
| 王禅寺東3丁目 | 1,106世帯 | 2,446人  |
| 王禅寺東4丁目 | 522世帯   | 1,194人  |
| 王禅寺東5丁目 | 991世帯   | 2,338人  |
| 王禅寺東6丁目 | 555世帯   | 1,280人  |
| 計            | 4,630世帯 | 10,495人 |

### 人口の変遷
国勢調査による人口の推移。
| 年                 | 人口   |
| ------------------ | ------ |
| 2005年（平成17年） | 10,484 |
| 2010年（平成22年） | 10,374 |
| 2015年（平成27年） | 10,407 |
| 2020年（令和2年）  | 10,641 |

### 世帯数の変遷
国勢調査による世帯数の推移。
| 年                 | 世帯数 |
| ------------------ | ------ |
| 2005年（平成17年） | 3,725  |
| 2010年（平成22年） | 3,840  |
| 2015年（平成27年） | 3,915  |
| 2020年（令和2年）  | 4,214  |

## 学区
市立小・中学校に通う場合、学区は以下の通りとなる（2021年12月時点）。
| 丁目          | 番・番地等                                     | 小学校                   | 中学校                   |
| ------------- | ---------------------------------------------- | ------------------------ | ------------------------ |
| 王禅寺東1丁目 | 1番1～4号 35～38番                             | 川崎市立長沢小学校       | 川崎市立長沢中学校       |
| 王禅寺東1丁目 | 2～17番、19番                                  | 川崎市立南百合丘小学校   | 川崎市立長沢中学校       |
| 王禅寺東1丁目 | 18番、20～34番                                 | 川崎市立王禅寺中央小学校 | 川崎市立王禅寺中央中学校 |
| 王禅寺東2丁目 | 13番18～27号 15～49番                          | 川崎市立王禅寺中央小学校 | 川崎市立王禅寺中央中学校 |
| 王禅寺東2丁目 | 1～12番 13番1～17号 14番                       | 川崎市立南百合丘小学校   | 川崎市立長沢中学校       |
| 王禅寺東3丁目 | 全域                                           | 川崎市立王禅寺中央小学校 | 川崎市立王禅寺中央中学校 |
| 王禅寺東4丁目 | 2～27番 31～35番 36番37号                      | 川崎市立王禅寺中央小学校 | 川崎市立王禅寺中央中学校 |
| 王禅寺東4丁目 | 28～30番 36番1～36・41号 37番                  | 川崎市立真福寺小学校     | 川崎市立王禅寺中央中学校 |
| 王禅寺東4丁目 | 1番                                            | 川崎市立南百合丘小学校   | 川崎市立長沢中学校       |
| 王禅寺東5丁目 | 1～47番 52番12号                               | 川崎市立王禅寺中央小学校 | 川崎市立王禅寺中央中学校 |
| 王禅寺東5丁目 | 48～51番 52番1～11号 52番13号〜最終号 53～55番 | 川崎市立東柿生小学校     | 川崎市立柿生中学校       |
| 王禅寺東6丁目 | 全域                                           | 川崎市立東柿生小学校     | 川崎市立柿生中学校       |

## 事業所
2021年（令和3年）現在の経済センサス調査による事業所数と従業員数は以下の通りである。
| 丁目          | 事業所数  | 従業員数 |
| ------------- | --------- | -------- |
| 王禅寺東1丁目 | 18事業所  | 49人     |
| 王禅寺東2丁目 | 27事業所  | 114人    |
| 王禅寺東3丁目 | 69事業所  | 449人    |
| 王禅寺東4丁目 | 38事業所  | 190人    |
| 王禅寺東5丁目 | 42事業所  | 268人    |
| 王禅寺東6丁目 | 11事業所  | 74人     |
| 計            | 205事業所 | 1,144人  |

### 事業者数の変遷
経済センサスによる事業所数の推移。
| 年                 | 事業者数 |
| ------------------ | -------- |
| 2016年（平成28年） | 178      |
| 2021年（令和3年）  | 205      |

### 従業員数の変遷
経済センサスによる従業員数の推移。
| 年                 | 従業員数 |
| ------------------ | -------- |
| 2016年（平成28年） | 1,000    |
| 2021年（令和3年）  | 1,144    |

## 施設
- 川崎市立王禅寺中央小学校
- 川崎市立王禅寺中央中学校
- 麻生警察署 南王禅寺交番
- 琴平神社 (川崎市)
- 川崎東柿生郵便局[18]

## その他

### 日本郵便
- 郵便番号 : 215-0018[3]（集配局：麻生郵便局[19]）

### 警察
町内の警察の管轄区域は以下の通りである。
| 丁目          | 番・番地等 | 警察署     | 交番・駐在所 |
| ------------- | ---------- | ---------- | ------------ |
| 王禅寺東1丁目 | 全域       | 麻生警察署 | 南王禅寺交番 |
| 王禅寺東2丁目 | 全域       | 麻生警察署 | 南王禅寺交番 |
| 王禅寺東3丁目 | 全域       | 麻生警察署 | 南王禅寺交番 |
| 王禅寺東4丁目 | 全域       | 麻生警察署 | 南王禅寺交番 |
| 王禅寺東5丁目 | 全域       | 麻生警察署 | 南王禅寺交番 |
| 王禅寺東6丁目 | 全域       | 麻生警察署 | 東柿生駐在所 |